# Panicum congestum
Panicum congestum är en gräsart som beskrevs av Stephen Andrew Renvoize. Panicum congestum ingår i släktet vipphirser, och familjen gräs. Inga underarter finns listade i Catalogue of Life.